# Bryum hornschuchianum
Bryum hornschuchianum là một loài Rêu trong họ Bryaceae. Loài này được (Mart.) Müll. Hal. mô tả khoa học đầu tiên năm 1848.